# 畠田好章
畠田 好章（はたけだ よしあき、1972年5月12日 - ）は、日本の元体操競技選手である。日本体育大学体育学部体育学科教授。徳島県鳴門市出身。
長女の瞳（2022年4月に現役を引退）、次女の千愛も体操選手である。

## 人物
小学2年生で体操競技をはじめ、高校2年生の時にインターハイで個人総合優勝。翌年のNHK杯では個人総合で6位に入り、アジア競技大会に高校生でただひとりの代表入りを果たした。日本体育大学に進学後、1991年世界体操選手権に出場し団体4位、翌1992年のバルセロナオリンピックで団体銅メダルを獲得。1995年の世界選手権では団体銀メダル、種目別ではあん馬と鉄棒で銀メダルを獲得した。
2000年に現役を引退し、指導者研修のための米国留学を経て、2003年から日本体育大学のコーチとなる。

## 主な成績
- 1991年インディアナポリス世界体操選手権団体総合4位、個人総合10位、種目別あん馬4位、鉄棒6位
- 1992年バルセロナオリンピック団体総合3位、個人総合13位、種目別あん馬6位、鉄棒5位
- 1994年ブリスベーン世界体操選手権個人総合13位
- 1995年鯖江世界体操選手権団体総合2位、個人総合6位、種目別あん馬2位、鉄棒2位、平行棒7位
- 1996年アトランタオリンピック個人総合15位、あん馬5位
- 1997年ローザンヌ世界体操選手権個人総合11位、鉄棒5位

## 経歴
- 1991年 徳島県立鳴門高等学校卒業
- 1995年 日本体育大学卒業
- 1997年 日本体育大学大学院修了
- 2021現在  日本体育大学 体育学部 体育学科 教授

## エピソード
TBS系列で放送中のSASUKEの第6回大会に出場した彼は、ジャンプハングで一番上の縁につかまり、上から転がりながらクリアしてみせた。現在ではこの上に登ってクリアするという攻略法はパターンとなっている（その後、畠田本人は3rdステージのクリフハンガーまで進んだ）。

## 著書
- 技術と安定性を磨く! 男子体操競技 上達のポイント50（2018年5月10日、メイツ出版、ISBN 978-4780419504） - 監修